# Der Avangard
Der Avangard ('La Vanguardia" en español) fue un periódico mensual publicado de forma intermitente entre 1908 y 1920 por la organización socialista judía en Argentina Tsenter Avangard, que estuvo activa a comienzos del siglo xx. Fue es el primer periódico socialista en yidis del país.

## Contexto
Der Avangard fue una publicación editada por el Tsenter Avangard. Esta organización había surgido como una escisión de la Organización Laboral Judía Socialdemócrata de Argentina (Avangard). Se trataba de un grupo bundista (de Bund, en yidis: בונד‎), movimiento socialista judío secular cuya primera manifestación organizativa fue la Unión General de Trabajadores Judíos de Lituania, Bielorrusia, Polonia y Rusia, fundado en el Imperio Ruso en 1897. Este centro surge a partir de círculos de trabajadores rusos a finales del siglo XIX, y que en Argentina se había iniciado en 1907 con la llegada de inmigrantes judíos que adherían a este movimiento.
Los fundadores de Tsenter Avangard eran conocidos como la facción iskrovzes, nombre inspirado en la publicación rusa Iskra (en ruso: И́скра, La Chispa). Eran hablantes de ruso y tenían un enfoque asimilacionista en contraste con la línea yiddishkayt de los bundistas. Estos dirigentes propugnaban por integrarse dentro del Partido Socialista de Argentina como su unidad de propaganda en lengua yidis. Las figuras clave de Tsenter Avangard fueron A. Bondarev e Y. Sheyner.

## Historia
En agosto de 1908 el Tsenter Avangard comenzó a publicar la revista mensual Der Avangard  Entre 1908 y 1910, Der Avangard publicó materiales bundistas procedentes del Comité Exterior del Bund en Ginebra. Entre los colaboradores de Der Avangard se encuentran M. Olguin, Hersz Libman, A. Litvak, I. Salutzky y D. Pinski.

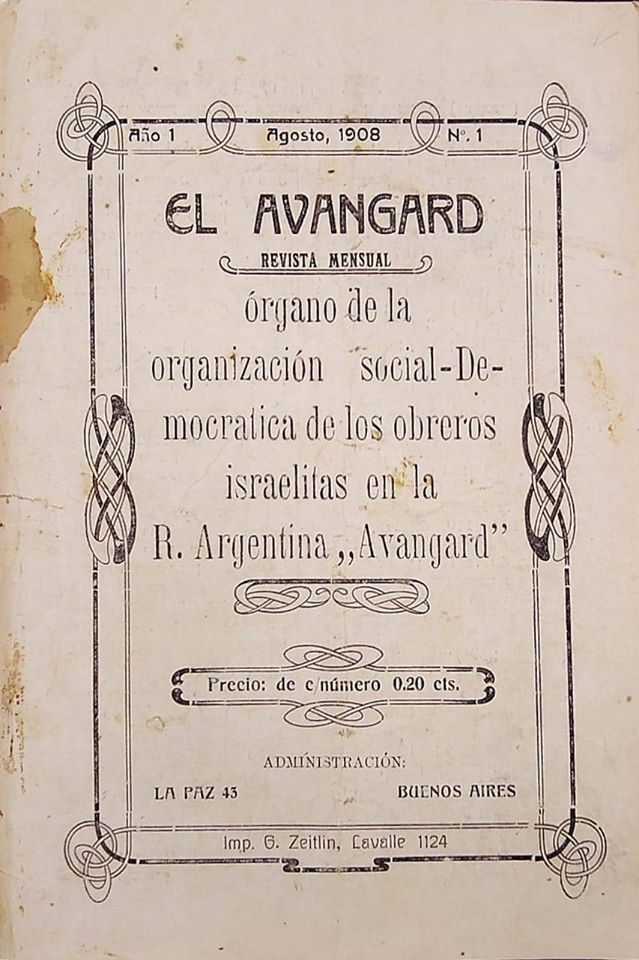
Portada en español del número 1 de Der Avangard.

Sin embargo, no pudo sostener la periodicidad y en diciembre de 1909 tuvieron que suspender la publicación, retomando la edición nuevamente en febrero-mayo de 1910. En 1910 todas las organizaciones socialistas en Argentina se vieron obligadas a suspender sus actividades bajo el Estado de Sitio anunciado durante el Centenario argentino. Entre estas, dejó de publicarse la revista Avangard durante medio año. Volvió a publicarse en enero de 1916 (primero con S. Kaplansky como editor y luego con Pinie Wald) y continuó publicándose de forma intermitente hasta 1920, cuando cesó definitivamente.